# Тянко Георгиев
Стоян Георгиев, по известен като Тянко Георгиев, е бивш български футболист, халф и нападател. Роден през 1942 г. в Попово, област Търговище. В своята кариера е носил екипа на Черно море, Спартак (Варна) и Светкавица (Търговище).

## Кариера
През 1953 г., на 11-годишна възраст, Тянко Георгиев идва във Варна, където започва да тренира футбол в школата на Черно море при треньорите Атанас Аврамов-Кафето и Тодор Терзистоев. През 1961 г. преминава във военния отбор на ЦСКА. Там играе две години до отбиването на военната си служба, след което се завръща при „моряците“.
През 1963 г. Георгиев дебютира за Черно море в А група. Играе общо 5 сезона при „моряците“, в които записва 147 мача и 7 гола. През 1968 г. преминава в Спартак (Варна), където обаче получава тежка контузия и изиграва само 9 мача в Б група. Възстановява се една година от травмата, след което е привлечен в Светкавица (Търговище). Там остава също един сезон и прекратява футболната си кариера на 29 години, поради зачестилите контузии.